# Nicolás Vigneri
Nicolás Vigneri, vollständiger Name Nicolás Ignacio Vigneri Cetrullo, (* 6. Juli 1983 in Montevideo) ist ein ehemaliger uruguayischer Fußballspieler und heutiger -trainer.

## Karriere

### Verein
Der 1,78 Meter große Offensivakteur Vigneri stand zu Beginn seiner Karriere seit der Apertura 2003 bis in die Apertura 2005 beim seinerzeitigen Erstligisten Centro Atlético Fénix unter Vertrag. In der Saison 2003 stehen dort 30 Einsätze (neun Tore) in der Primera División für ihn zu Buche. Anschließend wechselte er innerhalb Montevideos zum Club Atlético Peñarol. Von der Clausura 2006 bis einschließlich der Apertura 2007 werden bei den „Aurinegros“ 19 Tore bei 55 Erstligaeinsätzen für Vigneri geführt. Im Jahr 2008 bis in den Januar 2009 stand er in Mexiko bei CD Cruz Azul unter Vertrag. Er erzielte bei den Mexikanern einen Treffer in der Saison 2007/08 und traf viermal bei 22 Saisoneinsätzen in der Spielzeit 2008/09. Überdies sind fünf Spiele und drei Tore in der Liga Campeones für ihn verzeichnet. In der ersten Jahreshälfte 2009 stand er sodann in Argentinien beim Racing Club de Avellaneda unter Vertrag und bestritt vier Partien (kein Tor) in der Primera División. Von Juli 2009 bis Januar 2010 war er wieder in Mexiko aktiv und traf bei 17 Erstligaeinsätzen viermal für den Puebla FC. Ende Januar 2010 schloss er sich dem spanischen Klub Deportivo Xerez an. Bis in den August 2010 verblieb er auf der iberischen Halbinsel, ohne allerdings ein Pflichtspiel absolviert zu haben. Nach Uruguay zurückgekehrt, kam er in 13 Erstligapartien der Saison 2010/11 für Fénix zum Einsatz und schoss vier Tore. Im Februar 2011 unterschrieb er beim Ligakonkurrenten Nacional Montevideo. Bei den „Bolsos“ trug er im Rahmen dieses als Ausleihe konzipierten Engagements zum Meisterschaftsgewinn jener Saison mit fünf Erstligaeinsätzen (kein Tor) bei und bestritt überdies zwei Begegnungen (kein Tor) der Copa Libertadores. Im August 2011 verlieh ihn Fénix erneut. Ziel Vigneris war dieses Mal der ecuadorianische Verein CS Emelec. 21 Ligaspiele und fünf Tore lautete seine Bilanz, als er den Erstligisten im Juli 2012 wieder verließ. Zudem hatte er für die Ecuadorianer auf internationaler Ebene zwei Begegnungen (ein Tor) der Copa Sudamericana und drei Partien (kein Tor) der Copa Libertadores absolviert. In der Saison 2012/13 lief er in 13 Spielen der Primera División für Fénix auf. Dabei gelang ihm ein Treffer. Von Ende Juli 2013 bis Anfang Januar 2014 spielte er für Deportivo Quevedo. 15 Ligaeinsätze in Ecuadors Primera A ohne persönlichen Torerfolg stehen dort für ihn zu Buche. In der ersten Jahreshälfte 2014 war der peruanische Klub Los Caimanes sein Arbeitgeber. Er wurde allerdings lediglich in zwei Erstligaspielen (kein Tor) aufgestellt. Anfang August 2014 wechselte er von Los Caimanes zum Erstligaaufsteiger Rampla Juniors. In der Apertura 2014 wurde er achtmal (kein Tor) in der höchsten uruguayischen Spielklasse eingesetzt. Anfang Februar 2015 wechselte er zum Zweitligisten Huracán FC und bestritt dort bis Juni 2015 13 Zweitligaspiele, bei denen er fünfmal ins gegnerische Tor traf. Ab 11. Juni 2015 setzte er seine Karriere in Mexiko beim Murciélagos FC fort. Bei den Mexikanern kam er 29-mal (fünf Tore) in der Primera A und in sechs Begegnungen (ein Tor) der Copa México zum Einsatz. Mitte Juli 2016 wechselte er leihweise zu CS Cartaginés. Bei den Costa Ricanern wurde er achtmal in der Liga eingesetzt und schoss ein Tor. Anfang 2017 kehrte Vigneri zu Murciélagos zurück. Bislang (Stand: 22. Januar 2017) bestritt er dort zwei weitere Ligaspiele (kein Tor).

### Nationalmannschaft
Vigneri absolvierte unter Trainer Juan Ramón Carrasco im U-23-Team Uruguays – der Olympiaauswahl – drei Länderspiele, als er in der mit 0:3 verlorenen Partie gegen Chiles Auswahl am 7. Januar 2004, beim 1:1-Unentschieden am 11. Januar 2004 gegen Brasilien (ein Tor) und bei der 1:2-Niederlage gegen Paraguay am 15. Januar 2004 im vorolympischen südamerikanischen U-23 Qualifikationsturnier eingesetzt wurde. Er erzielte dabei ein Tor.
Vigneri war auch Mitglied der A-Nationalmannschaft Uruguays. Er debütierte am 24. Juli 2003 unter Nationaltrainer Juan Ramón Carrasco, als er beim 4:3-Auswärtssieg im Freundschaftsländerspiel gegen die Auswahl Perus in der 60. Spielminute für Diego Perrone eingewechselt wurde und den Siegtreffer markierte. Es folgten drei weitere Länderspieleinsätze, bis er vorläufig letztmals am 15. Oktober 2003 aufgestellt wurde. Erst nach längerer Pause absolvierte er am 27. Mai 2006 unter dem mittlerweile verantwortlichen Nationaltrainer Óscar Tabárez sein fünftes Länderspiel. Sein letzter Länderspieleinsatz datiert vom 24. März 2007 gegen Südkorea. Insgesamt bestritt er neun Länderspiele und schoss zwei Tore.

### Erfolge
- Uruguayischer Meister: 2010/11